# Clostridium saccharoperbutylacetonicum
Il Clostridium saccharoperbutylacetonicum è una specie di batterio appartenente alla famiglia delle Clostridiaceae.